# Filipinomysz stokowa
Filipinomysz stokowa (Apomys datae) – gatunek ssaka z podrodziny myszy (Murinae) w obrębie rodziny myszowatych (Muridae), występujący endemicznie na Filipinach.

## Taksonomia
Gatunek po raz pierwszy zgodnie z zasadami nazewnictwa binominalnego opisał w 1899 roku niemiecki zoolog Adolf Bernard Meyer nadając mu nazwę Mus datae. Holotyp pochodził z góry Data, na wysokości 8000 ft (2438 m), w Mountain Province, na Luzonie, w Filipinach. 
Apomys datae należy do podrodzaju Megapomys. A. datae nie jest w pełni zróżnicowany od A. abrae w opublikowanych analizach w oparciu o sekwencje mitochondrialne, co interpretuje się jako dowód introgresji w wyniku sporadycznej hybrydyzacji na górze Data; są sympatryczne na wysokości 1500–1650 m n.p.m., ale generalnie preferują różne siedliska. A. datae jest uznawany za najbardziej prymitywny gatunek Apomys. Ma on prymitywny układ tętnic doprowadzających krew do głowy, podobnie jak pokrewna Apomys gracilirostris z wyspy Mindoro. Analizy mtDNA ujawniają, że A. datae i A. abrae tworzą klad bazalny w obrębie rodzaju Apomys.  Analizy genetyczne i morfometryczne wykazują strukturę filogeograficzną wśród różnych izolowanych populacji A. datae. Taksonomia wymaga dodatkowych badań. Autorzy Illustrated Checklist of the Mammals of the World uznają ten takson za gatunek monotypowy.

### Etymologia
- Apomys: Apo, Mindanao, Filipiny; gr. μυς mus, μυος muos „mysz”[8].
- datae: góra Data, Luzon, Filipiny[2].

## Zasięg występowania
Filipinomysz stokowa została zarejestrowana na dużych wzniesieniach na południu dwóch trzecich Kordyliery Centralnej, w północno-zachodniej części wyspy Luzon, w Filipinach. Poprzednie obserwacje A. datae w Sierra Madre i na nizinach Luzon odnoszą się do innych gatunków z rodzaju Apomys, które pozostały nierozpoznane do 2011 roku.

## Morfologia
Długość ciała (bez ogona) 125–155 mm, długość ogona 121–139 mm, długość ucha 18–23 mm, długość tylnej stopy 33–39 mm; masa ciała 63–105 g. Samce są średnio nieco większe od samic w pomiarach, włącznie z ciężarem ciała (87,8 g kontra 77,2 g).

## Ekologia
Filipinomysz stokowa występuje na wysokościach od 1600 do 2700 m n.p.m..
Żyje głównie w górskich lasach mglistych Kordyliery Centralnej, gdzie jest najliczniejszy, ale także w lasach wtórnych i na terenach porośniętych zaroślami. Znane są doniesienia o występowaniu na wysoko położonych terenach rolniczych i w lasach zdegradowanych. Prowadzi naziemny tryb życia.

## Populacja
Zwierzę to jest bardzo liczne, przypuszczalnie jest to najpospolitszy drobny ssak na Filipinach. Jest uznawany za gatunek najmniejszej troski. Lokalne populacje mogą być zagrożone przez wylesianie i utratę środowiska na rzecz rolnictwa (w szczególności miejsce typowe zostało przekształcone w tereny rolnicze), jednak procesy te nie stanowią zagrożenia dla gatunku jako całości.